# Vùng Bago
Tôn giáo ở Bago (2014)
Bago là một vùng hành chính ở Hạ Miến của Myanmar, rộng 39.404 km² và có 5.014.000 dân, được chia thành ba thành phố là Bago, Pyay, và Taungoo cùng một nhóm huyện là Thayawady. Thủ phủ vùng là thành phố Bago.

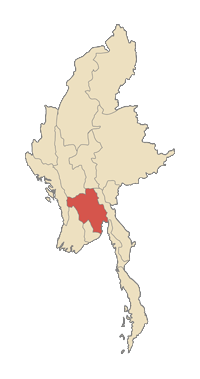
Vị trí vùng hành chính Bago

Kinh tế Bago dựa nhiều vào khai thác và buôn bán gỗ. Huyện Taungoo ở phía Bắc có nhiều dãy núi là nơi cung cấp gỗ tếc và nhiều loại gỗ cứng khác. Dầu mỏ là tài nguyên quan trọng ở đây nhưng chưa được khai thác nhiều. Canh tác lúa nước chiếm hai phần ba diện tích đất nông nghiệp của vùng. Các nông sản chính là gạo, ngô, mía, lạc, vừng, hướng dương, đậu, bông, cao su, thuốc lá, chuối, v.v... công nghiệp kém phát triển.
Các điểm tham quan đáng chú ý gồm chùa Kyaik Pun.
==Tham khảo==
1. ↑  Department of Population Ministry of Labour, Immigration and Population MYANMAR (tháng 7 năm 2016). The 2014 Myanmar Population and Housing Census Census Report Volume 2-C. Department of Population Ministry of Labour, Immigration and Population MYANMAR. tr. 12–15.{{Chú thích sách}}:  Quản lý CS1: năm (liên kết)